# Tempo in Cina
Il tempo in Cina segue un'unica regolazione oraria di UTC+8 (otto ore avanti rispetto al tempo coordinato universale), nonostante la Cina occupi di fatto cinque fusi orari. Il tempo standard nazionale è detto Tempo di Pechino (cinese: 北京时间) in patria e China Standard Time (CST) internazionalmente. L'ora legale non viene osservata dal 1991.
Le regioni amministrative speciali mantengono le rispettive autorità del tempo, con standard chiamati tempo di Hong Kong (香港時間) e tempo standard di Macao (澳門標準時間). Sono equivalenti al tempo di Pechino dal 1992.
Inoltre, al Congresso nazionale del popolo e alla Conferenza politica consultiva del popolo cinese del 2005 era stato proposto che le province occidentali (come Shaanxi, Sichuan e Chongqing) usassero la regolazione oraria di UTC+7. Tuttavia questa proposta non è stata ancora approvata.

## Storia
Negli anni 1870 un missionario cattolico francese costruì l'Osservatorio di Shanghai Xujiahui. Negli anni 1880 le autorità della Concessione francese di Shanghai iniziarono ad offrire un servizio di segnale orario che utilizzava il Tempo solare principale di Shanghai proveniente da detto osservatorio per le navi dentro e fuori Shanghai. Alla fine del XIX secolo il tempo standard fornito dall'osservatorio era passato a GMT+8. L'usanza si era diffusa in altri porti costieri, e nel 1902 si propose il "Tempo costiero" come fuso orario di tutti i porti costieri della Cina. Ad ogni modo il fuso orario del resto della Cina rimase indeterminato.
Fino al 1913, il tempo standard ufficiale della Cina era ancora il tempo solare apparente di Pechino, capitale del Paese dell'epoca. A partire dal 1914, il governo della Repubblica di Cina prese ad adottare il Tempo solare principale locale di Pechino come tempo standard ufficiale. Nel 1918 erano sta proposti cinque fusi orari dall'Osservatorio centrale del Governo di Beiyang della Repubblica di Cina, tra cui il Kunlun (UTC+5:30), Sinkiang-Tibet (UTC+06:00), Kansu-Szechwan (UTC+7), Chungyuan (UTC+8), e Changpai (UTC+8:30).

La versione del 1947 dell'assegnazione dei fusi orari

Dopo la sconfitta del governo di Beiyang nel 1928, la missione dell'osservatorio centrale fu trasferita a Nanchino, ed il tempo standard di riferimento usato per la costruzione del tradizionale calendario cinese mutò dal Tempo solare principale di Pechino a GMT+8.
Negli anni 1930 i proposti cinque fusi orari non erano pienamente rispettati facendo sì che le zone interne cinesi adottassero dei loro tempi standard, provocando il caos. Il 9 marzo 1939, quando il Ministero dell'interno organizzò una Conferenza sul tempo standard a Chongqing, fu deciso di adottare la proposta dei cinque fusi orari con lievi modifiche dei limiti a partire dal 1 giugno, però fu anche deciso che l'intero Paese avrebbe usato il tempo Kansu-Szechwan (GMT+7) durante Seconda guerra sino-giapponese che iniziò in quel periodo.
Al termine della Seconda guerra mondiale furono ripristinati cinque fusi orari, anche se non ci sono molte informazioni sull'uso storico del tempo nelle zone del Kunlun e del Changbai. Un sistema ancora più preciso con adattamento del fuso orario nella parte nordoccidentale di Gansu venne annunciato nel 1947, e si doveva applicare dall'anno successivo. Nondimeno, con la fine della Guerra civile cinese verso il 1949-1950, i governi locali sotto l'influenza del Partito Comunista Cinese, tranne quelli di Xinjiang e Tibet, passarono ad usare lo stesso tempo di Pechino, ossia GMT+8, in seguito conosciuto come Tempo di Pechino o Tempo standard della Cina.
Due fonti indipendenti affermano che il Partito Comunista Cinese e/o la Repubblica Popolare Cinese avessero usato il Tempo di Pechino prima del periodo tra il 27 settembre 1949 e il 6 ottobre 1949, e che abbiano adottato il fuso GMT+8 in quel periodo di tempo, però è una dubbia illazione.
Non c'è documentazione sul cambio di fuso in Tibet ma si sa che l'ha usato fino a metà degli anni 1950, mentre il fuso nello Xinjiang ha oscillato tra GMT+6 e GMT+8 nel periodo 1969-1986, determinando l'attuale situazione di coesistenza di fusi nella zona (come sarà discusso più dettagliatamente nella sezione "Xinjiang" di questa voce).
L'ora legale è stata usata dal 1945 al 1948, e dal 1986 al 1991.
Nel 1997 e rispettivamente nel 1999 Hong Kong e Macao furono trasferite alla Cina da Regno Unito e Portogallo e vennero costituite come regioni amministrative speciali. Sebbene la sovranità su tali regioni appartenga alla Cina, esse conservano le rispettive politiche circa i fusi orari per ragioni storiche. Considerate le loro posizioni geografiche, sono entrambe nel fuso UTC+8, il medesimo dello standard nazionale — il tempo di Pechino.

## Geografia
Per illustrare l'ampiezza dell'estensione, le ore del dì per le regioni cinesi più occidentali — escluso lo Xinjiang a causa di usi locali (vedi infra) — e le più orientali sono comprese tra questi estremi:
| Divisioni   | Divisioni | Divisioni    | Durata del dì | Durata del dì |
| Posizione   | Contea    | Provincia    | 1 gennaio     | 1 luglio      |
| ----------- | --------- | ------------ | ------------- | ------------- |
| Più a ovest | Zanda     | Tibet        | 09:41 – 19:49 | 07:40 – 21:50 |
| Più a est   | Fuyuan    | Heilongjiang | 06:54 – 15:18 | 03:05 – 19:08 |

## Zone con regolazioni speciali del tempo

### Xinjiang

Posizione dello Xinjiang, rispetto al resto della Cina.

Nello Xinjiang sono usati simultaneamente due standard di tempo, cioè il Tempo di Pechino e il Tempo dello Xinjiang.
Il Tempo dello Xinjiang, detto anche Tempo di Ürümqi (cinese: 乌鲁木齐时间, pinyin: Wūlǔmùqí Shíjiān), è stabilito a causa della sua posizione all'estremo ovest del Paese. Il fuso orario è UTC+6, ossia due ore più indietro di Pechino, ed è condiviso con i vicini Kazakistan e Kirghizistan.
Attualmente, l'utilizzo del fuso nello Xinjiang segue grosso modo la ripartizione etnica, con la maggior parte degli han che seguono il Tempo di Pechino mentre la maggior parte degli uiguri seguono il Tempo di Ürümqi. Alcune autorità locali stanno usando entrambi i fusi contemporaneamente. Le emittenti televisive programmano le trasmissioni secondo fusi diversi in considerazione della loro natura.
La coesistenza di due fusi nello stesso territorio causa un po' di confusione tra gli abitanti, specie nel caso di comunicazioni interetniche. Quando si dice un orario parlando tra han e uiguri, è necessario precisare se ci si riferisca al Tempo di Pechino o a quello dello Xinjiang, o fare la conversione tenendo conto dell'etnia cui appartiene l'interlocutore.
Il doppio standard si avverte soprattutto nella Xinjiang Television (XJTV), che pianifica il suo canale cinese secondo il Tempo di Pechino e i canali uiguro e kazako secondo il Tempo dello Xinjiang.
Ad ogni modo, quelli che usano il Tempo di Pechino nello Xinjiang di solito programmano le loro attività quotidiane due ore più tardi di chi vive nella Cina orientale. Di conseguenza, negozi e uffici nello Xinjiang comunemente aprono dalle 10:00 alle 19:00 ora di Pechino, che è come dire dalle 08:00 alle 17:00 nel Tempo di Ürümqi. Questo è conosciuto come orario di lavoro/riposo nello Xinjiang.
Nella gran parte dello Xinjiang, l'orario lavorativo è ulteriormente modificato dalle autorità locali spostando la sessione mattutina 30—60 minuti indietro e quella pomeridiana 30 minuti avanti per allungare la pausa pranzo di 60—90 minuti, in modo da evitare l'intenso calore che si registra intorno a mezzogiorno d'estate nella zona.

### Hong Kong
Hong Kong mantiene la propria autorità sul tempo anche dopo il trasferimento di sovranità del 1997. Il Tempo di Hong Kong (cinese: 香港時間; pinyin: Xiānggǎng Shíjiān; romanizzazione Yale: Hēunggóng sìgaan) è UTC+8 tutto l'anno, e l'ora legale non si applica dal 1979. Nel 1904 era stato adottato come base il Greenwich Mean Time, e dal 1972 fu adottato lo standard UTC. Prima di tutto ciò, l'ora locale era determinata con osservazioni astronomiche presso l'osservatorio di Hong Kong usando un Lee Equatorial da 6 pollici e un Transit Circle da 3 pollici.

### Macao
Macao mantiene la propria autorità sul tempo anche dopo il trasferimento di sovranità del 1999. Il Tempo standard di Macao (cinese: 澳門標準時間; pinyin: Àomén Biāozhǔn Shíjiān; portoghese: Hora Oficial de Macau) è il tempo di Macao. Il fuso è UTC+8 tutto l'anno, essendo stata l'ora legale abbandonata dal 1980.